# Estany de la Munyidera
L'estany de la Munyidera és un estany pirinenc del terme municipal d'Espot, dins del Parc Nacional d'Aigüestortes i Estany de Sant Maurici. Està situat a 2.367 m d'altitud, a uns 15 m de desnivell per sobre de l'estany Gran d'Amitges i al costat de l'estany dels Barbs.